# Danica Savinova
Danica Savinova (rojena Boc), slovenska pevka in gledališka igralka, * 13. februar 1894, Laško, † 10. september 1979, Maribor.
Rodila se je očetu Jožefu Bocu in materi Alojziji (rojena Cater). Danica Savinova je začela kot igralka v mariborskem dramatičnem društvu leta 1910 in se leta 1919 zaposlila v ansamblu slovenskega poklicnega gledališča Maribor, kjer je igrala do leta 1946. Njene vloge so bile tako naivke in ljubimke, kot tudi karakterne, komične in otroške vloge, nastopala je tudi v pevskih vlogah v operah in operetah. Z igralko Slavo Gorinšek sta nastopali proti nemškutarstvu kot komični duet (Frau Muršec in Frau Kliček).